# Hillary Jordan
Hillary Jordan (Dallas, 1963. szeptember 27. –) amerikai regényíró. Dallasban és az oklahomai Muskogee-ben nőtt fel, jelenleg Brooklynban él. A Wellesley College-ban szerzett BA fokozatot, a Columbia Egyetemen pedig MFA-t kreatív írásból és írt két regényt: Mudbound (2008) és When She Woke (2011), valamint egy novellát "Aftermirth" címmel. Jelenleg a Mudbound folytatásán dolgozik. 2009-ben az Alex Award kitüntetettje.

## Mudbound
A Mudbound két család konfliktusa a rasszizmussal egy gyapotfarmon a Mississippi-deltában 1946-ban. A regény 2006-ban elnyerte a szépirodalmi Bellwether-díjat, amelyet kétévente a társadalmi igazságosság kérdéseivel foglalkozó, kiadatlan szépirodalmi műnek ítélnek oda, valamint 2009-ben Alex-díjat az Amerikai Könyvtári Szövetségtől. Ez volt 2008-ban a NAIBA (New Atlantic Independent Booksellers Association) az év szépirodalmi könyve, és a "Paste" Magazine beválasztotta az évtized legjobb tíz debütáló regénye közé. Egy díjnyertes filmadaptáció 2017-ben jelent meg.

## When She Woke
A When She Woke Nathaniel Hawthorne The Scarlet Letter című művének disztópikus újragondolása, amely egy jövőbeli teokratikus Amerikában játszódik, ahol a bűnözőket ahelyett, hogy bebörtönöznék és rehabilitálnák, úgy büntetik, hogy „krómozzák” őket – bőrszínüket genetikailag megváltoztatják, hogy megfeleljen bűnösségüknek –, és kiengedik őket a lakosság közé, hogy a lehető legjobban túléljék őket.

## Művei
- Mudbound : a novel (2008. június 16.). ISBN 978-1-56512-569-8. OCLC 1089665628
  - Mudbound. Sárfészek · Athenaeum, Budapest, 2018 · ISBN 978-963-293-762-5 · Fordította: Babits Péter
- When she woke : a novel, First, Chapel Hill, N.C.: Algonquin Books of Chapel Hill (2011. június 16.). ISBN 978-1-56512-629-9. OCLC 712124017
- Anonymous Sex, First, New York: Scribner (2022. június 16.). ISBN 9781982177539. OCLC 1269421822

27 szerző, 27 történet. Nevek nélkül. Közreműködők: Robert Olen Butler, Catherine Chung, Trent Dalton, Heidi W. Durrow, Tony Eprile, Louise Erdrich, Jamie Ford, Julia Glass, Peter Godwin, Hillary Jordan, Rebecca Makkai, Valerie Martin, Dina Nayeri, Chigozie Obioma, Téa Obreht, Helen Oyeyemi, Mary-Louise Parker, Victoria Redel, Jason Reynolds, S.J. Rozan, Meredith Talusan, Cheryl Lu-Lien Tan, Souvankham Thammavongsa, Jeet Thayil, Paul Theroux, Luis Alberto Urrea, és Edmund White

## Egyéb információk
- Honlapja
- Hillary Jordan interjú, 2010. Szeptember Archiválva 2014. december 25-i dátummal a Wayback Machine-ben

## Fordítás
- Ez a szócikk részben vagy egészben  a   Hillary Jordan című angol Wikipédia-szócikk fordításán alapul.  Az eredeti cikk szerkesztőit annak laptörténete sorolja fel. Ez a jelzés csupán a megfogalmazás eredetét és a szerzői jogokat jelzi, nem szolgál a cikkben szereplő információk forrásmegjelöléseként.